# 알렉산드르 고두노프
알렉산드르 보리소비치 고두노프(러시아어: Алекса́ндр Бори́сович Годуно́в, 1949년 11월 28일 ~ 1995년 5월 18일) 혹은 알렉산더 고두노프(영어: Alexander Godunov)는 러시아와 미국의 배우이다.

## 출연 작품
- 위트니스 - 다니엘 호흐라이트너 역
- 머니 핏 - 맥스 베이사트 역
- 다이 하드 - 칼 역
- 룬스톤
- 왁스웍 2
- CIA 솔저 - 로더 크래스나 역